# Championnats du monde de boccia 2002
Navigation
New York 1998 Rio de Janeiro 2006
Les championnats du monde de boccia 2002, cinquième édition des championnats du monde de boccia, ont lieu à Póvoa de Varzim, au Portugal.

## Classification
Les athlètes atteints de handicap moteur grave sont classés en quatre catégories:
- BC1 : athlètes paralysés cérébraux qui peuvent être aidés d’un assistant qui ajuste le fauteuil roulant ou fait passer une boule au joueur.
- BC2 : athlètes paralysés cérébraux qui ne peuvent pas être assistés.
- BC3 : athlètes ayant d’importantes difficultés motrices qui peuvent être aidés d’un assistant ou d'un appareil pour lancer la balle.
- BC4 : athlètes ayant des difficultés motrices autres que la paralysie cérébrale mais qui ont les mêmes difficultés qu'un BC1 ou BC2 et ne peuvent pas être assistés.

## Participants
Au total, 30 nations participent à ces championnats du monde de boccia 2002.
| Amérique                                                     | Asie                                                             | Europe | Océanie                        |
| ------------------------------------------------------------ | ---------------------------------------------------------------- | --- | ------------------------------ |
| - Argentine - Brésil - Canada - Chili - États-Unis - Mexique | - Corée du Sud - Hong Kong - Japon - Koweït - Taïwan - Thaïlande | - Angleterre - Autriche - Belgique - Danemark - Écosse - Espagne - Hongrie - Irlande - Islande - Norvège - Pays de Galles - Portugal - Royaume-Uni - Slovénie - Suède - Tchéquie | - Australie - Nouvelle-Zélande |

## Résultats
| Épreuves           | Or                                                                          | Argent                                                    | Bronze                                                               |
| ------------------ | --------------------------------------------------------------------------- | --------------------------------------------------------- | -------------------------------------------------------------------- |
| Individuel BC1     | Henrik Jorgensen (DEN)                                                      | Antonio Marques (POR)                                     | Antonio Cid (ESP)                                                    |
| Individuel BC2     | Nigel Murray (ENG)                                                          | Anne Woffinden (SCO)                                      | Lee Jin-woo (KOR)                                                    |
| Individuel BC3     | Santiago Pesquera (ESP)                                                     | Yolanda Martin (ESP)                                      | John Cronin (IRL)                                                    |
| Individuel BC4     | Bruno Valentim (POR)                                                        | Fernando Pereira (POR)                                    | Jose Vicente Gomez (ESP)                                             |
|                    |                                                                             |                                                           |                                                                      |
| Paires BC3         | Espagne Santiago Pesquera Yolanda Martin José Manuel Rodríguez              | Portugal Armando Costa Mário Peixoto José Macedo          | Irlande John Cronin Joanne Dowling                                   |
| Paires BC4         | Portugal Bruno Valentim Fernando Pereira                                    | Espagne Jose Vicente Gomez Jesús Quindós                  | Argentine José Maria Buzzo Vanina Ledesma                            |
|                    |                                                                             |                                                           |                                                                      |
| Par équipe BC1–BC2 | Angleterre Caroline Robinson Peter Pearse Nigel Murray R. Parsons D. Thomas | Danemark Henrik Jorgensen Lone Bak-Pedersen Bent Lorenzen | Espagne Antonio Cid Francisco Beltrán José Javier Curto David Abarca |

## Tableau des médailles
| Rang  | Nation       | Or | Argent | Bronze | Total |
| ----- | ------------ | -- | ------ | ------ | ----- |
| 1     | Portugal     | 2  | 3      | 0      | 5     |
| 2     | Espagne      | 2  | 2      | 3      | 7     |
| 3     | Angleterre   | 2  | 0      | 0      | 2     |
| 4     | Danemark     | 1  | 1      | 0      | 2     |
| 5     | Écosse       | 0  | 1      | 0      | 1     |
| 6     | Irlande      | 0  | 0      | 2      | 2     |
| 7     | Argentine    | 0  | 0      | 1      | 1     |
| -     | Corée du Sud | 0  | 0      | 1      | 1     |
| Total | Total        | 7  | 7      | 7      | 21    |